# Tasa natural de desempleo
La tasa natural de desempleo representa el índice de paro hipotético al que tendería una economía a largo plazo.
El concepto parte de la idea que el desempleo se equilibra usando las reglas de la oferta y la demanda, y no de forma aleatoria, lo que permite predecir el punto de equilibrio de la tasa de desempleo en una economía. De esto también se deduce que para reducir la tasa de paro a largo plazo solamente hay que aumentar la oferta de empleo.
La tasa natural de desempleo fue desarrollada por Milton Friedman y Edmund Phelps en los años 1960, ambos galardonados con el Premio Nobel de economía. En ambos casos, el desarrollo del concepto está citado como motivación principal del premio.